# Muddy Mountains
Die Muddy Mountains sind eine Bergkette im Clark County im US-Bundesstaat Nevada. Die höchste Erhebung ist der Muddy Peak mit 1.643 Metern. Der Kongress der Vereinigten Staaten erklärte 2002 einen Teil des Gebiets zur Muddy Mountain Wilderness. Mit Wilderness wird eine Klasse von Naturschutzgebieten bezeichnet, die grundsätzlich von menschlichen Eingriffen unbeeinflusst sind und dauerhaft vor ihnen geschützt werden sollen.

## Geografie und Geologie
Die Muddy Mountains liegen etwa eine Autostunde nördlich von Las Vegas, westlich des Lake Mead und unmittelbar nördlich des Valley of Fire State Parks in Nevada. Die Muddy Mountain Wilderness hat eine Größe von rund 195 km² und schließt einen großen Bereich des Gebirges ein. Vor 300 Millionen Jahren war dieses Gebiet von einem großen Meer bedeckt. Der ehemalige Meeresboden besteht heute aus Kalksteinfelsen, die sich bis zu einer Höhe von 1643 Meter erheben. Zwischen den Berggipfeln haben sich versteinerte Sanddünen gebildet, die im Laufe der Zeit zu Felsgalerien und Canyons ausgewaschen wurden und in den Farben Gelb, Orange und Rot leuchten. Die ungewöhnlichen Sandsteinformationen von Hidden Valley wurden durch die Erosion des Kalksteins freigelegt.

## Flora und Fauna
Das gesamte Gebiet liegt auf einer Höhe zwischen 510 und 1640 Metern, in dem der Kreosotbusch oder Chaparral (Larrea tridentata), Black Brush (Coleogyne ramosissima), die Josua-Palmlilie oder Joshua Tree (Yucca brevifolia), der Beavertail Cactus (Opuntia basilaris), die Catclaw Acacia (Acacia greggii) und die Desert Willow (Cuilopsis linearis), sowie der Las Vegas Buchweizen (Fagopyrum) und der Las Vegas Bärenmohn (Arctomecon) zu finden sind. An Säugetieren leben hier das Wüsten-Dickhornschaf (Ovis canadensis nelsoni), der Kitfuchs (Vulpes macrotis), der Eselshase oder Jackrabbit (Lepus californicus) und der Kojote (Canis latrans). An Reptilien findet man die Kalifornische Gopherschildkröte (Gopherus agassizii), den Chuckwalla (Sauromalus), den Whiptail (Cnemidophorus) und den Gestreiften Gecko (Coleonyx variegatus). Zu den hier lebenden Vögeln gehört der Felsenzaunkönig (Salpinctes obsuletus), der Trauerseidenschnäpper (Phainopela nitens), der Zimtbauch-Phoebetyrann (Sayornis saya) und der Rotschwanzbussard (Buteo jamaicensis).

## Besiedlung
Mindestens 4.000 Jahre lang wurde das Gebiet der Muddy Mountains von Menschen bewohnt. Archäologen haben Felszeichnungen, Röstvorrichtungen für Agaven, Felsenwohnungen sowie bearbeitete Steine und Tonscherben gefunden. Es gibt beeindruckende Petroglyphen im Colorock-Gebiet und im Hidden Valley sowie im Gebiet bei Buffington Pockets.

## Anreise
Die Muddy Mountains sind über den Bitter Springs Backcountry Byway, die Northshore Road des Lake Mead und mehrere Straßen vom Westen her, darunter die Colorock Road zu erreichen. Bei den meisten der genannten Straßen handelt es sich um unbefestigte Schotterwege. Von Las Vegas aus sehen die Muddy Mountains wie ein einziges Bergmassiv aus. Tatsächlich sichtbar ist nur der westliche höchste Teil des Bergzugs, der sich in ost-westlicher Ausdehnung erstreckt. Das Gebirge wird von tiefen Canyons durchschnitten und der südliche Teil enthält Ebenen und trockene Flussbetten (engl. Wash), die nach Süden verlaufen.